# Nodozana catocaloides
Nodozana catocaloides är en fjärilsart som beskrevs av Christian Gibeaux 1983. Nodozana catocaloides ingår i släktet Nodozana och familjen björnspinnare. Inga underarter finns listade i Catalogue of Life.